# David Larsson Heidenblad
Karl David Larsson Heidenblad, född 22 augusti 1983, är en svensk historiker vid Lunds universitet.

## Biografi
Larsson Heidenblad disputerade 2013 på avhandlingen Vårt eget fel: moralisk kausalitet som tankefigur från 00-talets klimatlarm till förmoderna syndastraffsföreställningar. I januari 2021 publicerades hans andra monografi Den gröna vändningen: En ny kunskapshistoria om miljöfrågornas genombrott under efterkrigstiden.
David Larsson Heidenblad är docent i historia och biträdande föreståndare för Centrum för kunskapshistoria (LUCK) vid Lunds universitet. Hans forskning kretsar särskilt kring miljöfrågornas genombrott under sent 1960-tal samt hur den svenska spar- och investeringskulturen förändrats från sent 1970-tal och fram till idag. Han driver en blogg om konsten att vara forskare.
Larsson Heidenblad har bland annat publicerat Ett år av akademiskt skrivande: Erfarenheter och arbetstekniker för unga forskare (2020), Den gröna vändningen: En ny kunskapshistoria om miljöfrågornas genombrott under efterkrigstiden och Ta din tid: Gör mindre men bättre (2023) samt varit redaktör för Circulation of knowledge: Explorations in the history of knowledge (2018), Forms of knowledge: Developing the history of knowledge (2020), Histories of knowledge in postwar Scandinavia: Actors, arenas, and aspirations (2020), Knowledge actors: Revisiting agency in the history of knowledge (2023), Marknadens tid: Mellan folkhemskapitalism och nyliberalism (2023).
Sedan 2020 arbetar han huvudsakligen med ett större forskningsprojekt om aktiesparandets popularisering i Sverige. Detta sker inom programmet ”Nyliberalism i Norden: Ett nytt historiskt fält” (finansierat av Riksbankens Jubileumsfond).

### Under strecket (SvD)
- "Boken som fick oss att sluta strunta i miljön"[6]. Svenska Dagbladet. 23 oktober 2017.
- "En framtidsman i det historiska arkivet"[7]. Svenska Dagbladet. 5 oktober 2018.
- ”Så uppstod "den första gröna generationen"”. Svenska Dagbladet. 18 april 2020. https://www.svd.se/sa-uppstod-den-forsta-grona-generationen.
- ”Så blev det riskkapitalister av oss allihopa”. Svenska Dagbladet. 27 december 2020. https://www.svd.se/sa-blev-det-riskkapitalister-av-oss-allihopa.